# إيدي ألفاريز
إدوارد «إيدي» ألفاريز (بالإنجليزية: Edward "Eddie" Alvarez؛ مواليد 11 يناير 1984) هو مُقاتل فنون قتالية مختلطة أمريكي وملاكم عاري الأيادي.

## وصلات خارجية
- إيدي ألفاريز (مقاتل) على موقع يو إف سي (الإنجليزية)
- إيدي ألفاريز (مقاتل) على موقع بيلاتور (الإنجليزية)
- إيدي ألفاريز (مقاتل) على موقع شيردوغ (الإنجليزية)
- إيدي ألفاريز (مقاتل) على موقع Tapology.com (الإنجليزية)
- إيدي ألفاريز (مقاتل) على موقع IMDb (الإنجليزية)
- إيدي ألفاريز (مقاتل) على موقع قاعدة بيانات الفيلم (الإنجليزية)